# 10781 Ritter
10781 Ritter è un asteroide della fascia principale. Scoperto nel 1991, presenta un'orbita caratterizzata da un semiasse maggiore pari a 2,6381420 UA e da un'eccentricità di 0,1225588, inclinata di 5,46335° rispetto all'eclittica.